# Upshur County, West Virginia
Upshur County är ett administrativt område i delstaten West Virginia, USA. År 2010 hade countyt 24 254 invånare. Den administrativa huvudorten (county seat) är Buckhannon.

## Geografi
Enligt United States Census Bureau har countyt en total area på 919 km². 919 km² av den arean är land och 0 km² är vatten.

### Angränsande countyn
- Harrison County - nord
- Barbour County - nordost
- Randolph County - i sydost
- Webster County - syd
- Lewis County - väst